# Oresztész (Agamemnón fia)
Oresztész (ógörögül: Ὀρέστης) görög mitológiai alak, Agamemnón és Klütaimnésztra fia, nővérei Iphigeneia, Élektra és Khrüszothemisz.

## Története
Amikor Agamemnón hazatért a trójai háborúból, Klütaimnésztra és szeretője, Aigiszthosz meggyilkolták. Oresztész ekkor nem volt otthon, de visszatérve Apollón parancsára megölte anyját, hogy bosszút álljon apja miatt. A bosszú istennői, az Erinnüszök, végighajszolták az országon, egészen addig, amíg a tette miatt bíróság elé került Athénban. Az istenek karából maga Pallasz Athéné szólalt fel érdekében, így végül felmentették.
Az Erinnüszök azonban még ezután sem hagyták nyugton. Egy jóslat szerint Oresztész csak úgy szabadulhatott tőlük, ha elment Tauriszba. Onnan el kellett rabolnia Artemisz templomából az istennő szobrát és haza kellett hoznia Apollónnak. Oresztész barátjával, Püladésszal indult útnak. Artemisz templomában Oresztész nővére, Iphigénia volt a papnő, és az ő feladata volt, hogy az idegeneket feláldozza az istennőnek. Amikor felismerte, hogy Oresztész és Püladész görögök, felajánlotta nekik, hogy csak egyiküket áldozza fel, ha a másik elvisz egy levelet testvérének, Oresztésznek. Ennek alapján a testvérek egymásra találtak, és Iphigénia meg akarta menteni mindkettőjüket. Iphigénia a következő cselt eszelte ki: elhitette a tauriszi királlyal, hogy az anyagyilkos Oresztész megszentségtelenítette az Artemisz-szobrot, ezért a szobrot is, az áldozatul szánt idegeneket is meg kell tisztítani a tengerben, de közben a taurisziak nem vethetnek rájuk egyetlen pillantást sem. Miközben a taurisziak elfordultak a tengertől, Iphigénia, Oresztész és Püladész hajóval Görögországba szöktek, és magukkal vitték az Artemisz-szobrot is. Ezt követően Oresztész végleg felszabadult.
Hazatérte után Oresztész király lett hazájában, Mükénében és Argoszban is. Amikor nagybátyja, Menelaosz meghalt, örökölte tőle Spárta trónját is. Kilencvenéves korában halt meg, egy kígyóharapástól.

## Alakja a művészetben
- Aiszkhülosz: Oreszteia (trilógia)
- Szophoklész: Élektra (tragédia)
- Euripidész: Oresztész, Élektra, Iphigénia a tauriszok között (tragédiák)
- Georg Friedrich Händel: Oreste (opera)
- Johann Wolfgang von Goethe: Iphigénia Tauriszban
- Jean-Paul Sartre: A legyek (színmű)
- Eugene O’Neill: Amerikai Élektra (drámatrilógia)
- Pier Paolo Pasolini: Pilade (dráma)
- Vittorio Alfieri : Oresztész (dráma)